# Philophylla marumoi
Philophylla marumoi
 es una especie de insecto del género Philophylla de la familia Tephritidae del orden Diptera. 
Miyake la describió científicamente por primera vez en el año 1919.